# 雅各布·道森
雅各布·道森（英語：Jacob Dawson，1993年11月2日—），英国男子赛艇运动员。他曾代表英国参加2020年夏季奥林匹克运动会赛艇比赛，获得男子八人单桨有舵手铜牌。